# Открытое судейство
Открытое судейство — это судейство с демонстрацией каждым судьей оценки за выполнение упражнения.

## Виды спорта
Открытое судейство существует в фигурном катании, прыжках в воду, акробатике, прыжках с трамплина и других видах спорта. Как правило, в судействе этих видов спорта принимает участие бригада арбитров, количество которых определено правилами.

## Судейство
Каждый судья дает оценку самостоятельно, максимальное количество баллов зависит от вида спорта. Согласно правилам, не все оценки заносятся в протокол соревнований. В некоторых видах спорта выводится средняя оценка, например, прыжки в воду. Иногда оценки суммируются, при этом отбрасываются крайние (самая высокая и самая низкая) оценки.